# فيسوكوبيليا (كيرسونسكا)
فيسوكوبيليا (Високопілля) هي مدينة في مقاطعة كيرسونسكا في أوكرانيا.
يبلغ عدد سكانها حوالي 4452   نسمة.